# Anne Marie Dragosits
Anne Marie Dragosits (* 1974 in Hall in Tirol) ist eine österreichische Organistin, Cembalistin mit Schwerpunkt auf historischen Cembaloinstrumenten und Hochschullehrerin.

## Leben und Werk
Dragosits studierte bei Wolfgang Glüxam an der Universität für Musik und darstellende Kunst Wien und bei Ton Koopman und Tini Mathot am Königlichen Konservatorium in Den Haag. Im Fach Basso continuo bildete sie sich in Meisterkursen bei Lars Ulrik Mortensen und Jesper Christensen fort. Dragosits promovierte Ende 2012 mit der Arbeit „Giovanni Girolamo Kapsperger (ca.1581–1651): Betrachtungen zu seinem Leben und Umfeld, seiner Vokalmusik und seinem praktischen Material zum Basso continuo-Spiel“ im Rahmen des holländisch-belgischen Programmes docARTES an der Universität Leiden.
Seit 2016 ist Dragosits Professorin für Cembalo an der Anton Bruckner Privatuniversität in Linz.
Dragosits setzt sich vor allem in ihren Tonträgeraufnahmen mit historischen Cembali auseinander. „[…] ihre erste Solo-CD „ITALIA!“ mit italienischer Cembalomusik aus dem siebzehnten Jahrhundert nahm sie im November 2010 auf dem originalen Giusti von 1681 im Germanischen Nationalmuseum auf. Im September 2015 spielte sie auf einem originalen Girolamo de Zenti (1658) in England eine Froberger-CD ein, „avec discretion“ erschien im Februar 2017 […]. „Le clavecin mythologique“ mit hochbarocker französischer Musik, […] aufgenommen auf dem Taskin (1787) im Museum für Kunst und Gewerbe Hamburg, erschien im Januar 2019 […].“
An ihrem Instrument schätzt sie dessen vielseitigen Charakter: "Ein Cembalo kann sehr zart vor sich hin zirpen und singen, es hat aber auch einen sehr stark perkussiven Charakter."